# 郡山合戦
郡山合戦（こおりやまがっせん）は、天正16年（1588年）2月から7月にかけての、安積郡郡山城・窪田城一帯をめぐる伊達政宗軍と蘆名義広・相馬義胤連合軍との一連の戦闘の総称である。ただし、田村清顕没後の田村氏の混乱（天正田村騒動）に乗じた同年4月以降の相馬氏の田村領侵攻とこれに対する伊達氏の反撃以降に限定する考え方もある（それ以前の戦いは蘆名氏側が主導的に政宗と戦ったのに対し、郡山合戦における蘆名氏は相馬氏の援軍として伊達氏と対峙しているため）。

## 背景
天正15年（1587年）3月、佐竹義重の子・義広が蘆名氏当主として迎えられると、蘆名氏は伊達氏に対して積極攻勢に転じ、同年の内、数回にわたり苗代田城に攻撃を仕掛け、伊達・田村の分断と二本松攻略を狙っていた。

## 蘆名義広の攻勢（2月 - 4月）
天正16年（1588年）2月、伊達政宗が大崎氏の内紛に介入して敗北すると（大崎合戦）、これを好機と見た蘆名義広は大内定綱を先鋒とする4000の兵を伊達領に進めた。定綱は12日に苗代田城を攻略、後続と合流して伊達方の郡山城・窪田城・高倉城・本宮城を攻め立てた。伊達領南方の抑えを担当する二本松城主・伊達成実の兵力は、大森城主片倉景綱・宮森城主白石宗実からの援軍を合わせてもわずか600人ほどであったが、成実は防戦して2ヶ月の間何とか蘆名の攻勢をしのぎ続けていた。しかし、北方では大崎方の援軍として参戦した最上義光に伊達領内各所を攻略され、さらには小手森城主石川光昌が相馬義胤を頼って離反したため、政宗自身は相馬方への備えに回っており、南方戦線への援軍は期待出来なかった。
この状況を打開すべく、成実は政宗を説いて、定綱へ伊達郡内の保原・懸田等の所領を与える旨の判物を取り付けたうえで、定綱に伊達氏への帰参を持ちかけた。折しも蘆名家中では、義広に従って佐竹から入った新参と、蘆名譜代・傘下の奥州諸侯との間の対立が深刻化していたこともあり、定綱は成実の調略に応じて伊達方に転じた。4月18日、蘆名勢は離反した定綱と伊達勢とを討つべく本宮城に攻め寄せたが、阿武隈川河畔で定綱率いる1000余の兵によって撃ち払われて敗走した。

## 郡山・窪田での両軍対峙（5月 - 7月）
5月22日に政宗は自ら兵を率いて小手森城の攻撃を開始したが天候の悪化により一旦大森城に退いた。ところが、閏5月12日、相馬義胤は田村清顕（政宗岳父・妻は義胤叔母）没後伊達派と相馬派に分かれて紛糾していた田村氏の所領を確保して、小手森城と蘆名勢の後詰めをするべく、自ら三春城へと向かったが、田村家中の伊達派・橋本顕徳らに阻まれて入城を果たせずに退去した。相馬勢の撤退を承け、政宗は宮森城に陣を構えて再び小手森城攻略に乗り出した。閏5月16日に小手森城は陥落し、石川光昌は相馬領へと逃れていった。17日には大倉城、18日には月山、百目木、石沢の諸城が陥落する。19日には船引城から義胤が退去し、東安達方面における相馬方の戦線は崩壊。苦境に立った義胤は佐竹義重・蘆名義広・岩城常隆に救援を求めた。佐竹・蘆名の両氏は直ちにこれに応じるが、田村清顕の存命中から田村領に侵攻していた常隆は義胤の三春入城に異を唱えて援軍を拒否した。田村領が伊達氏・相馬氏・岩城氏による三つ巴の対象になっていたことがこの戦いを複雑なものにした。
6月に入ると佐竹、蘆名連合軍が郡山方面に向かって兵を進めた。これは宮森城に近い本宮方面への侵攻を予想していた政宗の思惑を裏切るものであったが、政宗も郡山の救援に向かうべく、宮森城を出て本宮から郡山に向かった。また、田村氏からも田村月斎・田村梅雪斎が援軍として駆けつけて、伊達氏の一門である留守政景も14日に援軍に駆けつけている。
6月12日、郡山・窪田両城に向けて兵を進めた連合軍と伊達勢が対峙して互いに砦を築き、以降40日間にわたって延々小競り合いを繰り返した。政宗記によれば連合軍は約八千騎、伊達勢は約六百騎、貞山公治家記録には連合軍約四千騎、伊達勢約六百騎と兵数で伊達軍は圧倒的に不利であった。伊達勢は伊達成実が政宗の命により山王山を陣所とする。「堀を掘、土手を築、如要害構へ」られた成実陣所を連合軍は落とすことができなかった。その上、阿武隈川沿いの篠川城が伊達側にあり、連合軍は背後に敵勢力を置いた状況で伊達勢と対峙せねばならなかった。また昼夜止むことなく互いに四、五千発の鉄砲を撃ちあう激しい銃撃戦が行われたという。
こうした中、最上氏・大崎氏との抗争が継続していて且つ田村領に軍勢を派遣している政宗は兵力が集中できず、軍勢の数では蘆名・佐竹・相馬方と比べて非常に劣っていた。こうした状況下で次第に郡山城への連絡が厳しくなり、戦況不利を悟った政宗は6月21日、大和田筑後守を岩城氏のもとに派遣する。これは和平交渉のためであったと考えられている。岩城氏は南奥のほとんどの勢力がこの戦争に関与していることを危惧していたためかこれに速やかに応じ、26日には大和田筑後守が帰還、7月2日に岩城氏家中の志賀甘釣斎が和平交渉の使者として派遣され、4日には子息・志賀武清が伊達陣中に到着する。
7月4日、窪田を守っていた片倉景綱・伊達成実の前方を蘆名方、新国貞通の部隊が通過した。景綱弟の片倉藤左衛門に新国を追わせたところ、深追いして蘆名軍に囲まれた。景綱、成実はこれを救うべく戦闘したが、引き上げに苦戦した。伊東重信が討死にするも、反撃に転じ五十余人を討ち取って引き上げた。両軍共に大規模な攻勢を仕掛けられなかった理由としては、伊達方からすれば寡兵であること、大崎・最上勢の進軍が停止し和睦交渉が始まったとはいえ、伊達領北方では依然として予断を許さぬ状況が続いており、また大崎合戦敗北による痛手も癒えておらず、積極的攻勢に打って出られるような状態には無く、一方の蘆名方も、頼みの佐竹義重が豊臣秀吉から再三にわたり、前年12月の惣無事令に則して子・義広と甥・政宗とを速やかに和睦させるよう督促されており、同様に決戦能力を欠いていたことが挙げられる。惣無事令の影響について小林清治は一時的に一定の影響を与えながらも、基本的には対立、対決の動きを抑制するには無効であったとする。また戸谷穂高は惣無事令の往来の見解に疑問を提示したうえで、豊臣政権による積極的な調停は一部に限定されていたとし、郡山合戦への影響を認めない。一方、城郭研究の松岡進は、普請と作事が一体化した簡易な遮断施設が野戦築城として広く活用されていた事実に注目する。郡山合戦は伊達方の郡山城をめぐって伊達軍と連合軍が対陣し、相互に陣地を形成するなどしたため、長期戦の様相を呈していたと整理できる。
7月2日、岩城常隆が石川昭光を誘って政宗に和議の仲介を打診した。5日から弓鉄砲は止められた。交渉は蘆名氏との所領の画定で難航したものの、7月16日には先に合意に達した佐竹氏と伊達氏の和議が、2日後の18日には蘆名氏と伊達氏の和議が成立して佐竹氏もこれを確認、21日になって夜半に佐竹軍が、日の出前に伊達軍が撤退した。

## 戦後
8月5日、政宗は三春城に入って愛姫の従弟・田村宗顕を田村氏当主に据えて田村領の確保に成功し、一連の合戦は伊達氏の勝利に終わった。ただし、岩城常隆が仲介に入った理由は田村領が義胤または政宗の手中に収めるのを阻止する意図があったが、義胤が三春城を諦めて代わりに政宗が三春城に入ったことでその打算が崩壊することになった。翌天正17年（1589年）4月には、今度は岩城常隆は田村領の確保のために出陣して政宗と戦っている。
この戦いは人取橋の戦いから3年間にも及ぶ連敗をようやく止めたことにより、父・輝宗の死後、追い詰められる一方であった伊達氏が、一転して拡大に転じる契機となった。とはいえこの合戦は、前年に秀吉により発せられた惣無事令を無視したものであり、奥州仕置の際、これ以降に政宗が獲得した安積・岩瀬・白河・石川・耶麻・河沼・大沼・会津の8郡は没収の対象となった。